# NGC 1030
NGC 1030 ist eine Spiralgalaxie vom Hubble-Typ Sbc mit hoher Sternentstehungsrate im Sternbild Widder auf der Ekliptik. Sie ist schätzungsweise 385 Millionen Lichtjahre von der Milchstraße entfernt und hat einen Durchmesser von etwa 180.000 Lichtjahren. Vom Sonnensystem aus entfernt sich die Galaxie mit einer errechneten Radialgeschwindigkeit von näherungsweise 18.500 Kilometern pro Sekunde.
Im selben Himmelsareal befinden sich unter anderem die Galaxien IC 248, PGC 10104, PGC 213063, PGC 213064.
Das Objekt wurde am 25. Oktober 1786 von Wilhelm Herschel entdeckt.